# Fuga AG
Die Fuga AG Luzern war ein international tätiges Schweizer Handelsunternehmen mit Sitz in Luzern. Das Handelssortiment umfasste Getreide- und Getreidenebenprodukte, Zucker- und Zuckerprodukte, Rohkaffee sowie Stärken und Proteine. Das Unternehmen erwirtschaftete 2006 einen Umsatz von rund 165 Millionen Schweizer Franken beschäftigte 35 Mitarbeitende. Das Familienunternehmen fusionierte per Januar 2021 mit dem Familienunternehmen Agrokommerz und wird nun auch unter diesem Namen weitergeführt.

## Geschichte
Fuga (Fu=Futtermittel, Ga=Gassmann) wurde 1928 durch Fritz Kopp-Dober und Anton Gassmann zusammen mit anderen Luzerner Unternehmern gegründet. Die Handelstätigkeit umfasste zunächst Getreide und Futtermittel in der Schweiz. 
Während des Zweiten Weltkrieges war Fuga auch stark im Bergbau tätig und baute ab 1941 am Luzerner Sonnenberg Braunkohle ab. Danach kehrte das Unternehmen wieder zu seiner angestammten Handelstätigkeit zurück. Diese erweiterte es 1954 mit dem Handel von Kaffee und Zucker.
1965 baute Fuga den Vertrieb von Artikeln für die Mischfutterindustrie auf und entwickelte sich zum Dienstleistungsunternehmen.
Nach dem Tod von Fritz Kopp-Dober senior 1980 übernahm sein Sohn Fritz Kopp junior, der 1948 in die Firma eingetreten war, die Unternehmensleitung. Dieser übergab 1998 die operative Leitung an eine neu gebildete Geschäftsleitung bestehend aus seinem Sohn Thomas Kopp und Anton Odermatt ab, amtete aber weiterhin als Präsident des Verwaltungsrates.